# 院宮給
院宮給（いんぐうきゅう）とは、院と三宮に給する年官と年爵のこと。特に御給（おんきゅう）とも呼び、親王以下の人給と区別した。また、准后に叙せられた人臣に対してもこれに準じた待遇が与えられた。
院宮給の成立については諸説あるが、三宮への年官は淳和天皇の頃に成立し、残りの三宮の年爵・院の年官・年爵も宇多上皇が院宮給のありかたについて触れた『寛平御遺誡』が成立した寛平年間には既に存在していた。
院宮給は年爵（従五位下）1名・内官1名・国司の掾1名・同じく目1名・史生3名、後に女爵1名が追加された。年爵や内官（京官）は収入が多く、推挙の見返りとして被任命者から送られる収入も多かった。これは人給には見られないものである。
だが、国家財政の逼迫と地方政治の衰微によって収入が減少すると、臨時給や合爵（官職への推挙権を返上する代わりに、より実入りのある年爵を1名分増加させる）などの措置も取られたが、それでも不足したために院宮分国制の導入や年爵で推挙できる位階の引き上げ（院政期には公卿である従三位まで推挙可能となる）なども行われるようになった。